# 黃肇松
黃肇松（1948年2月16日—），中華民國臺灣資深媒體人和學者。苗栗縣客家人，國立政治大學東方語文學系學士、國立政治大學新聞研究所碩士、紐約大學國際關係學系碩士。在《中國時報》創辦人余紀忠晚年深受提拔與賞識，是《中國時報》歷史上任職期最長的總編輯。歷任《中國時報》駐美記者、駐紐約特派員、總編輯、社長、常務董事，《時報周刊》董事長，中國時報系總管理處總經理，中央通訊社董事長。曾在六四天安门事件後採訪前中華人民共和國主席楊尚昆。現為世新大學新聞學系客座教授、監察院諮詢委員會委員、中央通訊社顧問、馬英九政府時期總統府國策顧問。

## 生平
黃肇松1948年（民國37年）生於苗栗，從小就熱衷文藝，就讀臺灣省立苗栗中學初中部時就開始向《國語日報》投稿，直升苗中高中部，以2分之差未錄取政大新聞系，入政大東語系土耳其語組。就讀政大期間旁聽新聞系與外交系新聞與國際關係相關課程，1970年（民國59年）考入政大新聞所幷獲得碩士學位。
1976年（民國65年）派駐行政院新聞局駐紐約辦事處，追隨陸以正全力鞏固華美邦交。1981年（民國70年）余紀忠欲到美國辦報，賞識黃肇松才華。71年從新聞局請辭，擔任中國時報美洲版副總編輯。76年回國擔任中國時報副總編輯。1988年（民國77年）開放報禁，台灣報業進入戰國時代，升任中時總編輯，後在擔任社長、總經理，直到96年6月退休，主導中國時報近25年時間。期間採訪過楊尚昆、金泳三、金大中、曼德拉、翁山蘇姬、第十四世達賴喇嘛等。
2008年馬英九當選總統後，黃肇松擔任中央社董事長之職，後因健康原因請辭。現為世新大學新聞系客座教授。2012年8月中華民國總統府公佈新入選的國策顧問中，黃肇松作為學術界代表入列。

## 著作
- 《黃肇松文集：凝視台灣》，三陽文化2011年版
- 《黃肇松文集：迤邐國際》，三陽文化2011年版
- 《黃肇松文集：依依鄉情》，三陽文化2011年版

## 相關連結
- 世新大學新聞學系專任老師黃肇松個人簡介